# Neorhynchoplax
Neorhynchoplax is een geslacht van kreeftachtigen uit de klasse van de Malacostraca (hogere kreeftachtigen).

## Soorten
- Neorhynchoplax alcocki (Kemp, 1917)
- Neorhynchoplax aspinifera (Lucas, 1980)
- Neorhynchoplax attenuipes (Chopra & Das, 1930)
- Neorhynchoplax bai Naruse, Mendoza & Ng, 2008
- Neorhynchoplax bovis (Barnard, 1946)
- Neorhynchoplax demeloi (Kemp, 1917)
- Neorhynchoplax dentata Ng, 1995
- Neorhynchoplax elongata Rahayu & Ng, 2004
- Neorhynchoplax euryrostris Davie & Richer de Forges, 1996
- Neorhynchoplax exigua (Kemp, 1917)
- Neorhynchoplax falcifera Naruse, Mendoza & Ng, 2008
- Neorhynchoplax frontalis (Lucas & Davie, 1982)
- Neorhynchoplax hirtirostris (Lucas & Davie, 1982)
- Neorhynchoplax inachoides (Alcock, 1900)
- Neorhynchoplax inermis (Takeda & Miyake, 1971)
- Neorhynchoplax introversa (Kemp, 1917)
- Neorhynchoplax kempi (Chopra & Das, 1930)
- Neorhynchoplax mangalis (Ng, 1988)
- Neorhynchoplax minima (Lucas & Davie, 1982)
- Neorhynchoplax nasalis (Kemp, 1917)
- Neorhynchoplax octagonalis (Kemp, 1917)
- Neorhynchoplax okinawaensis (Nakasone & Takeda, 1994)
- Neorhynchoplax pageti Pretzmann, 1975
- Neorhynchoplax patnahi Ng, Nesemann & Sharma, 2011
- Neorhynchoplax prima Ng & Chuang, 1996
- Neorhynchoplax sinensis (Shen, 1932)
- Neorhynchoplax thorsborneorum (Lucas & Davie, 1982)
- Neorhynchoplax torrensica (Lucas, 1980)
- Neorhynchoplax tuberculata (Chopra & Das, 1930)
- Neorhynchoplax woodmasoni (Alcock, 1900)
- Neorhynchoplax yaeyamaensis Naruse, Shokita & Kawahara, 2005